# Copa América (vela)

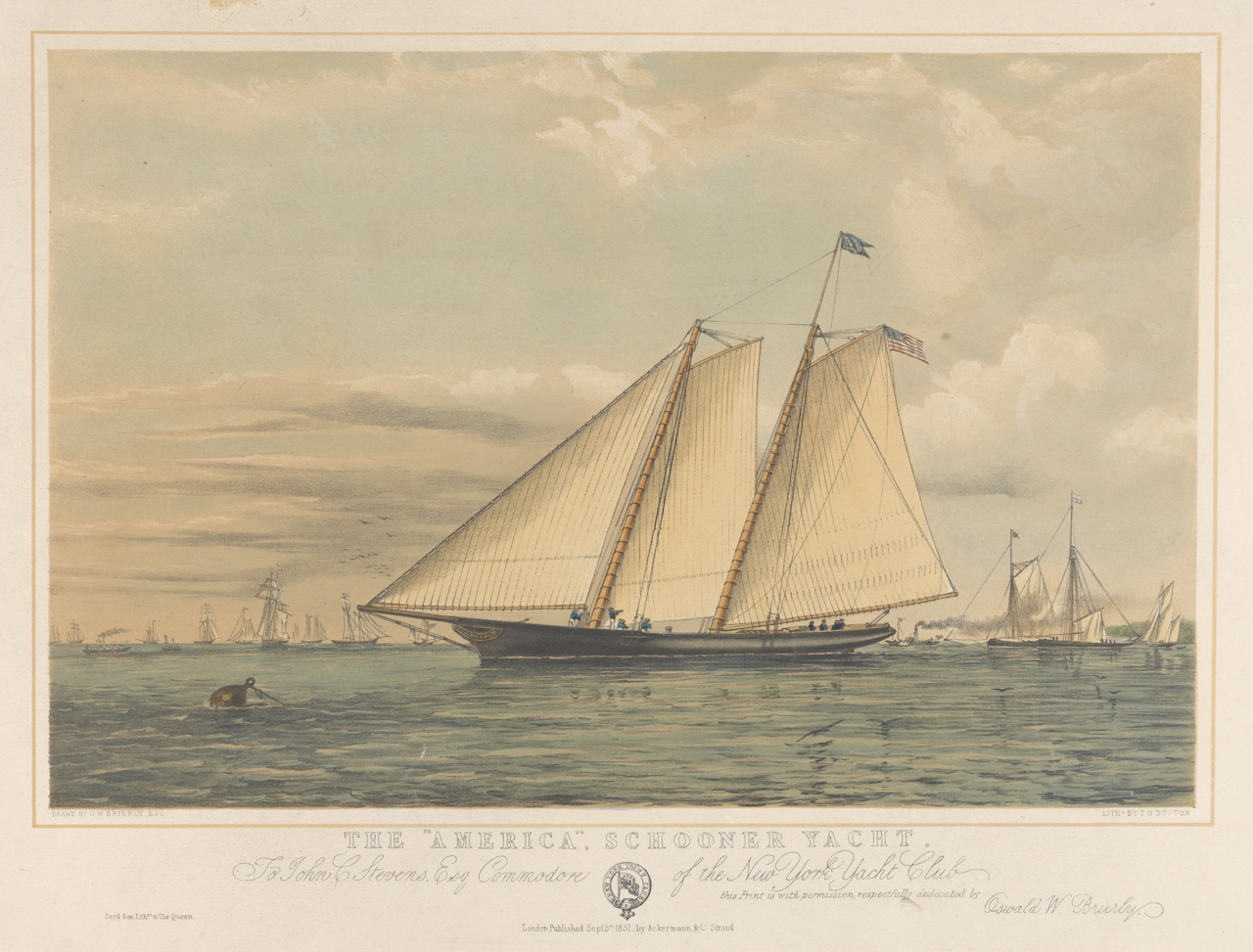
La goleta América, ganadora de la primera edición de la Copa en 1851, en aquella ocasión denominada Queen's Cup.

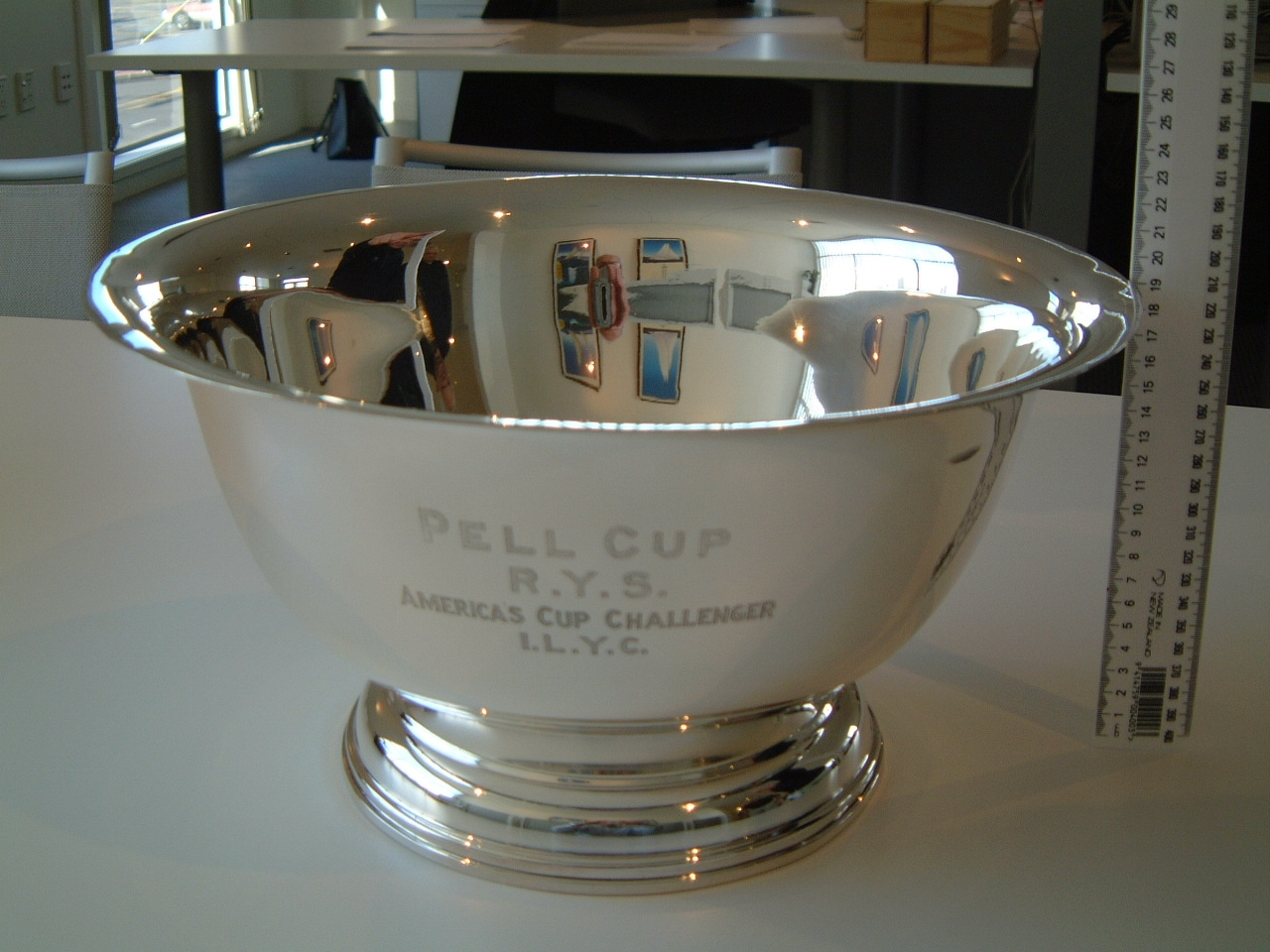
Copa Herbert Claiborne Pell

La Copa América (America's Cup en inglés y oficialmente) de vela es la competición más importante de ese deporte. Lleva el nombre de la goleta America.
El actual defensor es el Real Escuadrón de Yates de Nueva Zelanda, que venció al Real Escuadrón de Yates en la última edición.

## Historia
En 1851, con motivo de la celebración en Londres de la Gran Exposición, se programó una regata para el día 22 de agosto, denominada Queen's Cup, cuyo ganador recibiría un aguamanil de plata diseñado en 1848 por el joyero oficial de la Casa Real, Robert Garrard, valorado en cien guineas de oro y adquirido en Londres por el marqués de Anglesey, que lo donó al Real Escuadrón de Yates, club que organizó la regata y aportó el trofeo. Este es el motivo por el que también se conoce a este trofeo como Copa de las cien guineas. El recorrido consistió en una vuelta alrededor de la isla de Wight, al sur de Inglaterra. Miembros del Club de Yates de Nueva York, de los Estados Unidos de América, a bordo de la goleta America se enfrentaron y vencieron a catorce barcos del Real Escuadrón de Yates de Londres. Una anécdota muy famosa relata cómo la reina Victoria I del Reino Unido preguntó en un momento de la regata: «¿Quién va primero?», a lo que le contestaron: «La América, Majestad». «¿Y segundo?», inquirió la reina. «Majestad, ¡no hay segundo!», fue la respuesta. El trofeo fue donado posteriormente por el armador de la goleta America, John Cox Stevens, al Club de Yates de Nueva York, del que fue su primer comodoro, para que el club fomentase la competición entre naciones organizando una regata que tuviese dicho trofeo como premio. Desde entonces el trofeo pasó a denominarse Copa América.
En 1870 se celebró la primera defensa del trofeo en Nueva York, y siempre fue defendido con éxito por los barcos del Club de Yates de Nueva York, hasta 1983, cuando perdieron la 25ª defensa, ante el Australia II, del Real Club de Yates de Perth (Perth, Australia), después de 132 años de hegemonía estadounidense.
En la primera edición, en 1870, el británico John Ashbury, con el Cambria, se enfrentó a una flota de 17 barcos del Club de Yates de Nueva York. Fue derrotado, pero planteó varias objeciones legales importantes: el haber tenido que competir contra una flota y no contra un barco, el sistema de compensación de tiempos, y la integridad del Comité de Regatas.
En 1876 y 1881 los retadores fueron representantes de clubes canadienses. Estos realizaban sus actividades en los Grandes Lagos y trasladaron sus barcos por canales. El nivel competitivo de estos equipos fue considerado decepcionante.
En 1887 se redactaron un conjunto de condiciones conocidas como "Deed of Gift" (escritura de donación), que conforman la estructura básica de la competición. En el documento se recogen cláusulas para evitar los problemas surgidos en las primeras ediciones de la competición.
Entre 1899 y 1930 los desafíos fueron presentados por el Real Club de Yates del Ulster, con el armador Sir Thomas Lipton, magnate británico del té, financiando los costes. Aunque no consiguió vencer en ninguna de las cinco ocasiones en que compitió, introdujo la idea del patrocinio deportivo. Actualmente todos los equipos tienen varios patrocinadores comerciales.
En 1930 se introducen los barcos Clase J, de casco de acero, que desaparecerían en 1939, desguazados para la industria de guerra. Actualmente sólo existen tres de ellos. Otro cambio que sucedió en 1930 fue que el campo de regatas, elegido por el Club de Yates de Nueva York, y que hasta entonces había sido en la costa de Staten Island (Nueva York), pasó a la costa de Newport (Rhode Island).
Tras la II Guerra Mundial, la competición no se reemprendería hasta 1958. En esa edición se adoptaron los barcos de la clase 12 metros, más pequeños que sus predecesores. A partir de entonces los retos se hicieron más frecuentes.
En 1970 fue la primera ocasión en que hubo varios retadores, que debieron competir entre ellos en las Challenger Selection Series para dirimir quién se enfrentaría al defensor. Hasta entonces sólo había habido preselección entre los posibles defensores -Defender Selection Series-. Al ganador se le entrega la Copa Herbert Pell (Herbert Claiborne Pell Cup en inglés) desde 1958, y además, desde 1983, la Copa Louis Vuitton (Louis Vuitton Cup en inglés y oficialmente), a excepción de la edición de 2021, cuando fue sustituida por la Copa Prada. Las Defender Selection Series también incorporaron patrocinador oficial en 1992, Citizen, pasando a conocerse como Copa Citizen (Citizen Cup en inglés y oficialmente).
En la edición de 1983 la Copa salió por primera vez de los Estados Unidos, al vencer el barco australiano Australia II.
En la edición de 1987 un equipo estadounidense recuperaría la Copa, pero no fue el Club de Yates de Nueva York, sino el Club de Yates de San Diego, con el Stars & Stripes, patroneado por Dennis Conner, quien la había perdido en 1983. El siguiente reto tuvo lugar en 1988 y los barcos no pertenecían a una misma clase: un monocasco neozelandés de 134 pies fue derrotado por un catamarán estadounidense de 60. La disparidad hizo que la competición fuera muy desigual y llevó a la adopción de una nueva clase de yates: la IACC (International America´s Cup Class).
En 1995 la Copa vuelve a abandonar los Estados Unidos, al ganarla el Real Escuadrón de Yates de Nueva Zelanda, con su equipo Team New Zealand, que la mantuvo en su poder durante dos ediciones. Para defenderla, el Real Escuadrón de Yates de Nueva Zelanda decidió que no habría selección de defensores (Defender Selection Series), sino que el Team New Zealand sería el único candidato. Hasta ese momento lo habitual era que hubiese una preselección de equipos, presentados por diferentes armadores socios del club defensor, y que el vencedor fuese el representante del club, aunque no fuese el mismo que hubiese ganado la última defensa (recordemos que en la Copa América, los participantes oficiales son los clubes náuticos y no los armadores ni los equipos).
Como consecuencia de la supresión de la preselección de defensores, muchos regatistas de equipos neozelandeses quedaron disponibles para fichar por otros equipos. Fue así como el suizo Ernesto Bertarelli consiguió reclutar un equipo para la Copa América de 2003, el Alinghi, que, representando a la Sociedad Náutica de Ginebra, arrebató a Nueva Zelanda la Copa en 2003 y la defendió con éxito en 2007.
En 2010, el equipo BMW Oracle Racing del millonario estadounidense Larry Ellison, bajo la grímpola del Club de Yates Golden Gate derrotó a los suizos y devolvió la Copa a los Estados Unidos, tras 15 años de periplo por Oceanía y Europa.
En 2013 el club defensor, el Club de Yates Golden Gate, volvió a cambiar el tipo de yates, abandonando la Clase Internacional Copa América y creando la clase AC72 para competir con multicascos.
En 2017 los estadounidenses perdieron la Copa por tercera vez y los neozelandeses la llevaron a su país por segunda vez, en una edición que se disputó con yates de la clase AC50. Los neozelandeses defendieron la copa con éxito en 2021, esta vez en barcos de la clase AC75.

## El Deed of Gift
El documento básico que recoge las bases de la competencia es el llamado "Deed of Gift". Se trata de una escritura de donación firmada el 24 de octubre de 1887 entre George L. Schuyler –quien en aquel momento era el único superviviente de la tripulación vencedora en 1851- y el Club de Yates de Nueva York. El documento ha sido enmendado en dos ocasiones, 1956 y 1985, en ambos casos por orden del Tribunal Supremo del Estado de Nueva York. Una enmienda obliga a que los barcos sean oceánicos y no lacustres o fluviales. La otra aclara los diferentes periodos de competición según se desarrolle en el hemisferio norte o en el sur.
Por este documento el Club de Yates de Nueva York recibía el trofeo en fideicomiso, con el compromiso de ponerlo en juego frente a competidores de otros países, en unas determinadas condiciones:
- La competición se realiza entre clubes de yates oficialmente establecidos.
- Dichos clubes han de desarrollar su regata anual en el mar.
- Los barcos han de estar construidos en el país de su club y han de poder navegar por sus medios hasta el puerto donde se desarrolle la competición.
- Las naves han de tener determinadas dimensiones. (Hay documentos posteriores que desarrollan este punto).
- Hay un periodo de diez meses de aviso del club retador al defensor.
- La competición tendrá lugar entre mayo y octubre en el hemisferio norte, y entre noviembre y abril en el hemisferio sur.
- Los clubes retador y defensor pueden adoptar de mutuo acuerdo las fechas y el número de las pruebas, así como reglas, regulaciones y otras condiciones, en cuyo caso puede omitirse el preaviso de diez meses. Las condiciones pactadas no pueden ir contra las normas del Deed of Gift ni conceder ningún tipo de ventajas de tiempo.
- Si no se produce ese acuerdo se fija en tres el número de pruebas. La primera y la tercera son de veinte millas náuticas hacia barlovento y vuelta. La segunda es un recorrido en forma de triángulo equilátero, de treinta y nueve millas náuticas y cuyo primer tramo ha de ser hacia barlovento.
- Entre prueba y prueba ha de pasar un día completo.
- Los lugares donde se desarrollen las regatas han de ser espacios marinos, libres de salientes costeros y practicables para naves de veintidós pies (6,7 m) de calado. Los emplazamientos los selecciona el club defensor.
- El club retador está obligado a presentar junto con el preaviso de diez meses las características de su barco. Sin embargo el club defensor no lo está, ni siquiera ha de especificar qué barco competirá, si bien una vez iniciada la competición la misma nave ha de competir en todas las regatas.
- Una prueba no puede durar más de siete horas.
- En caso de disolución del club defensor, el trofeo ha de pasar a otro de la misma nacionalidad. De no poder ser así pasaría al anterior club defensor.
- La America’s Cup es propiedad del club, no del armador del sindicato ganador, y está siempre sujeta a las normas del Deed of Gift.
- Ningún barco que haya sido derrotado en la competición por la America’s Cup podrá volver a presentarse a la competición hasta que lo haga otro retador o hasta pasado un plazo de dos años.
- Cuando un retador que cumpla todas las condiciones se haya presentado no se admitirán más retadores hasta la resolución del torneo.

## Estructura de la competición
La competición en sí puede estar dividida en 2 partes. Primero puede haber la necesidad de establecer qué equipos se ganan el derecho a competir por la defensa y por el desafío del trofeo (Defender Selection Series y Challenger Selection Series). Posteriormente, los dos equipos ganadores, defensor y retador, se enfrentan en la Copa América propiamente dicha, también denominada America’s Cup Match.

### Defender Selection Series
El club que defiende la Copa puede elegir al equipo que le va a representar en unas regatas denominadas Defender Selection Series. Solamente se han disputado en tres ocasiones hasta la actualidad, en 1987, 1992 y 1995. Las ediciones de 1992 y 1995 se denominaron Copa Citizen debido al patrocinio de Citizen.

### Challenger Selection Series
Cuando hay más de un club aspirante al desafío por la Copa América, se disputan las Challenger Selection Series, cuyo ganador se gana el puesto de retador en la Copa América contra el defensor. Se celebraron por primera vez en 1970, ya que anteriormente solo se había presentado un retador. El ganador de estas eliminatorias o series se lleva la Copa Herbert Pell. Entre 1983 y 2013 y en 2024 se denominaron Copa Louis Vuitton y en 2017 Louis Vuitton Challenger's Trophy , debido al patrocinio de Louis Vuitton; y en 2021 Copa Prada, debido al patrocinio de Prada.

## Palmarés
| Edición     | Año  | Yate vencedor Club Pabellón                             | Oponente Club Pabellón                        | Resultado   | Sede                             |
| ----------- | ---- | ------------------------------------------------------- | --------------------------------------------- | ----------- | -------------------------------- |
| Queen's Cup | 1851 | America NYYC Estados Unidos (desafiante)                | Aurora y otros 13 yates RYS Reino Unido       | 1-0         | Cowes, Isla de Wight Reino Unido |
| 1           | 1870 | Magic y otros 16 yates NYYC Estados Unidos (defensores) | Cambria RTYC Reino Unido                      | 1-0         | Nueva York Estados Unidos        |
| 2           | 1871 | Columbia y Sappho NYYC Estados Unidos (defensores)      | Livonia RHYC Reino Unido                      | 4-1 (2-2-1) | Nueva York Estados Unidos        |
| 3           | 1876 | Madeline NYYC Estados Unidos (defensor)                 | Countess of Dufferin RCYC Canadá              | 2-0         | Nueva York Estados Unidos        |
| 4           | 1881 | Mischief NYYC Estados Unidos (defensor)                 | Atalanta BQYC Canadá                          | 4-1         | Nueva York Estados Unidos        |
| 5           | 1885 | Puritan NYYC Estados Unidos (defensor)                  | Genesta RYS Reino Unido                       | 2-0         | Nueva York Estados Unidos        |
| 6           | 1886 | Mayflower NYYC Estados Unidos (defensor)                | Galatea RNCYC Reino Unido                     | 2-0         | Nueva York Estados Unidos        |
| 7           | 1887 | Volunteer NYYC Estados Unidos (defensor)                | Thistle RNCYC Reino Unido                     | 2-0         | Nueva York Estados Unidos        |
| 8           | 1893 | Vigilant NYYC Estados Unidos (defensor)                 | Valkyrie II RYS Reino Unido                   | 3-0         | Nueva York Estados Unidos        |
| 9           | 1895 | Defender NYYC Estados Unidos (defensor)                 | Valkyrie III RYS Reino Unido                  | 3-0         | Nueva York Estados Unidos        |
| 10          | 1899 | Columbia NYYC Estados Unidos (defensor)                 | Shamrock RUYC Reino Unido                     | 3-0         | Nueva York Estados Unidos        |
| 11          | 1901 | Columbia NYYC Estados Unidos (defensor)                 | Shamrock II RUYC Reino Unido                  | 3-0         | Nueva York Estados Unidos        |
| 12          | 1903 | Reliance NYYC Estados Unidos (defensor)                 | Shamrock III RUYC Reino Unido                 | 3-0         | Nueva York Estados Unidos        |
| 13          | 1920 | Resolute NYYC Estados Unidos (defensor)                 | Shamrock IV RUYC Reino Unido                  | 3-2         | Nueva York Estados Unidos        |
| 14          | 1930 | Enterprise NYYC Estados Unidos (defensor)               | Shamrock V RUYC Reino Unido                   | 4-0         | Newport Estados Unidos           |
| 15          | 1934 | Rainbow NYYC Estados Unidos (defensor)                  | Endeavour RYS Reino Unido                     | 4-2         | Newport Estados Unidos           |
| 16          | 1937 | Ranger NYYC Estados Unidos (defensor)                   | Endeavour II RYS Reino Unido                  | 4-0         | Newport Estados Unidos           |
| 17          | 1958 | Columbia NYYC Estados Unidos (defensor)                 | Sceptre RYS Reino Unido                       | 3-1         | Newport Estados Unidos           |
| 18          | 1962 | Weatherly NYYC Estados Unidos (defensor)                | Gretel RSYS Australia                         | 4-1         | Newport Estados Unidos           |
| 19          | 1964 | Constellation NYYC Estados Unidos (defensor)            | Sovereign RTYC Reino Unido                    | 3-1         | Newport Estados Unidos           |
| 20          | 1967 | Intrepid NYYC Estados Unidos (defensor)                 | Dame Pattie RSYS Australia                    | 4-0         | Newport Estados Unidos           |
| 21          | 1970 | Intrepid NYYC Estados Unidos (defensor)                 | Gretel II RSYS Australia                      | 4-1         | Newport Estados Unidos           |
| 22          | 1974 | Courageous NYYC Estados Unidos (defensor)               | Southern Cross RPYC Australia                 | 4-0         | Newport Estados Unidos           |
| 23          | 1977 | Courageous NYYC Estados Unidos (defensor)               | Australia SCYC Australia                      | 4-0         | Newport Estados Unidos           |
| 24          | 1980 | Freedom NYYC Estados Unidos (defensor)                  | Australia RPYC Australia                      | 4-1         | Newport Estados Unidos           |
| 25          | 1983 | Australia II RPYC Australia (desafiante)                | Liberty NYYC Estados Unidos                   | 4-3         | Newport Estados Unidos           |
| 26          | 1987 | Stars & Stripes SDYC Estados Unidos (desafiante)        | Kookaburra III RPYC Australia                 | 4-0         | Perth Australia                  |
| 27          | 1988 | Stars & Stripes SDYC Estados Unidos (defensor)          | New Zealand KZ1 MBBC Nueva Zelanda            | 2-0         | San Diego Estados Unidos         |
| 28          | 1992 | América³ SDYC Estados Unidos (defensor)                 | Il Moro di Venezia CDV Italia                 | 4-1         | San Diego Estados Unidos         |
| 29          | 1995 | Black Magic RNZYS Nueva Zelanda (desafiante)            | Young America SDYC Estados Unidos             | 5-0         | San Diego Estados Unidos         |
| 30          | 2000 | Team New Zealand RNZYS Nueva Zelanda (defensor)         | Luna Rossa YCPA Italia                        | 5-0         | Auckland Nueva Zelanda           |
| 31          | 2003 | Alinghi SNG Suiza (desafiante)                          | Team New Zealand RNZYS Nueva Zelanda          | 5-0         | Auckland Nueva Zelanda           |
| 32          | 2007 | Alinghi SNG Suiza (defensor)                            | Team New Zealand RNZYS Nueva Zelanda          | 5-2         | Valencia España                  |
| 33          | 2010 | USA 17 GGYC Estados Unidos (desafiante)                 | Alinghi 5 SNG Suiza                           | 2-0         | Valencia España                  |
| 34          | 2013 | Oracle Team USA 17 GGYC Estados Unidos (defensor)       | Team New Zealand Aotearoa RNZYS Nueva Zelanda | 9-8         | San Francisco Estados Unidos     |
| 35          | 2017 | Aotearoa RNZYS Nueva Zelanda (desafiante)               | 17 GGYC Estados Unidos                        | 7-1         | Hamilton Bermudas                |
| 36          | 2021 | Te Rehutai RNZYS Nueva Zelanda (defensor)               | Luna Rossa Boat 2 CVS Italia                  | 7-3         | Auckland Nueva Zelanda           |
| 37          | 2024 | Taihoro RNZYS Nueva Zelanda (defensor)                  | Britannia RB3 RYS Reino Unido                 | 7-2         | Barcelona España                 |

## Victorias por club
| Club                                     | Victorias |
| Club de Yates de Nueva York              | 25        |
| Real Escuadrón de Yates de Nueva Zelanda | 5         |
| Club de Yates de San Diego               | 3         |
| Sociedad Náutica de Ginebra              | 2         |
| Club de Yates Golden Gate                | 2         |
| Real Club de Yates de Perth              | 1         |

## Victorias por país
| País           | Victorias |
| Estados Unidos | 30        |
| Nueva Zelanda  | 5         |
| Suiza          | 2         |
| Australia      | 1         |

## Películas relacionadas con la Copa América
- La fuerza del viento

## Libros relacionadas con la Copa América
- La maté porque era mía. Cronología de cómo se perdió una Copa América fuera del agua, escrito por Jaume Soler Albertí